# Каксинша
Каксинша — деревня в Малмыжском районе Кировской области. Входит в состав Каксинвайского сельского поселения. Современное название населенного пункта является искаженным, производным от первоначального названия Какси Ныши. Другое старое название деревни- Вотский Каксинвай

## География
Расположена в 4 км от реки Малая Шабанка в 21 км от реки Вятка, на реке Каксинвай, возле административной границы с Кизнерским районом Удмуртской Республики.

## История
Деревня основана удмуртами из рода Какся и на данный момент является родовой деревней данного рода. Первые письменные упоминания деревни в Ведомостях о селениях Вятской губернии на 1802 год,  как починок Какси Ныши. Вошла в 2004 году в образованное муниципальное образование Каксинвайское сельское поселение согласно Закону Кировской области от 07.12.2004 № 284-ЗО.

## Население
| 2010 |
| ---- |
| 51   |

Гендерный и национальный состав
Согласно результатам переписи 2002 года, в национальной структуре населения удмурты составляли 94 % из 89 чел.. из 89 человек 42 мужчины, 47  женщин

## Инфраструктура
Личное подсобное хозяйство.

## Транспорт
Просёлочная дорога.